# Thiaville megállóhely
Thiaville vasúti megállóhely Franciaországban, Thiaville-sur-Meurthe településen, a Lunéville–Saint-Dié vasútvonalon. A vasútállomáshoz az alábbi állomások vannak a legközelebb:
- Gare de Bertrichamps
- Gare de Raon-l'Étape